# Кастеллани, Иван
Иван Кастеллани (исп. Iván Castellani; род. 19 января 1991, Падуя, Венеция) — аргентинский волейболист.

## Карьера
Родился в Падуе в семье известного аргентинского волейболиста Даниэля Кастеллани, воспитывался в клубе «Сьюдад де Боливар». Начинал профессиональную карьеру в аргентинских клубах УПСН, «Сьюдад де Боливар» и ПСМ. В 2013 году переходит во французский клуб «Монпелье», отыграл там всего полгода. В начале 2014 года Иван перешёл в итальянский клуб «Мольфетта», в 2015 году вернулся в Аргентину. В мае 2016 года стал игроком бельгийского клуба «Нолико».

## Награды
- Серебряный призёр чемпионата мира среди молодёжи (до 21 года) 2011.
- Бронзовый призёр Панамериканских игр 2011.